# 坪头乡 (雷波县)
坪头乡，是中华人民共和国四川省凉山彝族自治州雷波县曾经下辖的一个乡。2020年6月，撤销坪头乡，将原坪头乡所属行政区域划归莫红乡管辖。

## 行政区划
坪头乡撤销前下辖以下地区：
坪头村、觉吉村、洛窝村和洛哈村。